# Fussballclub Thun 1898 2011-2012
Questa voce raccoglie le informazioni riguardanti il Fussballclub Thun 1898 nelle competizioni ufficiali della stagione 2011-2012.

## Stagione
Nella stagione 2011-2012 il Thun, allenato da Bernard Challandes, concluse il campionato di Super League al 5º posto. In Coppa Svizzera il Thun fu eliminato al secondo turno dal San Gallo. In Europa League il Thun fu eliminato ai playoff dallo Stoke City.

## Rosa
| N. |                               | Ruolo | Calciatore           |
| -- | ----------------------------- | ----- | -------------------- |
| 1  | Svizzera (bandiera)           | P     | David Da Costa       |
| 4  | Svizzera (bandiera)           | D     | Michael Siegfried    |
| 5  | Svizzera (bandiera)           | D     | Ervin Gashi          |
| 5  | Tunisia (bandiera)            | D     | Saïf Ghezal          |
| 6  | Svizzera (bandiera)           | C     | Roland Bättig        |
| 8  | Macedonia del Nord (bandiera) | C     | Muhamed Demiri       |
| 9  | Svizzera (bandiera)           | A     | Milaim Rama          |
| 11 | Brasile (bandiera)            | A     | Fabiano              |
| 14 | Svizzera (bandiera)           | D     | Nicolas Schindelholz |
| 16 | Svizzera (bandiera)           | C     | Steven Rüegg         |
| 16 | Svizzera (bandiera)           | A     | Mauro Lustrinelli    |
| 17 | Svizzera (bandiera)           | C     | Dennis Hediger       |
| 19 | Svizzera (bandiera)           | C     | Mirson Volina        |
| 20 | Svizzera (bandiera)           | C     | Christian Schneuwly  |
| 20 | Svizzera (bandiera)           | A     | Marco Schneuwly      |

| N. |                               | Ruolo | Calciatore         |
| -- | ----------------------------- | ----- | ------------------ |
| 22 | Svizzera (bandiera)           | P     | David Moser        |
| 23 | Svizzera (bandiera)           | D     | Marc Schneider     |
| 24 | Croazia (bandiera)            | D     | Stipe Matić        |
| 25 | Svizzera (bandiera)           | D     | Kevin Bigler       |
| 26 | Svizzera (bandiera)           | D     | Thomas Reinmann    |
| 27 | Svizzera (bandiera)           | D     | Enrico Schirinzi   |
| 28 | Svizzera (bandiera)           | C     | Andreas Wittwer    |
| 29 | Svizzera (bandiera)           | C     | Jérémy Manière     |
| 30 | Macedonia del Nord (bandiera) | D     | Gentjan Zuta       |
| 31 | Albania (bandiera)            | C     | Mergim Bajraktaraj |
| 31 | Svizzera (bandiera)           | C     | David Frey         |
| 32 | Francia (bandiera)            | C     | Mathieu Salamand   |
| 33 | Svizzera (bandiera)           | D     | Benjamin Lüthi     |
| 34 | Svizzera (bandiera)           | A     | Ardit Zenuni       |
| 35 | Svizzera (bandiera)           | P     | Dragan Đukic       |

## Organigramma societario
Area tecnica
- Allenatore: Bernard Challandes
- Allenatore in seconda: Mauro Lustrinelli, Eric Zürcher
- Preparatore dei portieri: Stefan Knutti
- Preparatori atletici:

## Calciomercato

### Sessione estiva
| Acquisti | Acquisti            | Acquisti        | Acquisti |
| R.       | Nome                | da              | Modalità |
| -------- | ------------------- | --------------- | -------- |
| D        | Saïf Ghezal         | Étoile du Sahel |          |
| C        | Jérémy Manière      | Yverdon         |          |
| C        | David Frey          | Young Boys II   |          |
| A        | Mauro Lustrinelli   | Bellinzona      |          |
| C        | Christian Schneuwly | Young Boys      |          |

| Cessioni | Cessioni        | Cessioni   | Cessioni |
| R.       | Nome            | a          | Modalità |
| -------- | --------------- | ---------- | -------- |
| D        | Stefan Glarner  | Sion       |          |
| D        | Timm Klose      | Norimberga |          |
| C        | Markus Neumayr  | Bellinzona |          |
| A        | Nick Proschwitz | Paderborn  |          |

### Sessione invernale
| Acquisti | Acquisti        | Acquisti   | Acquisti |
| R.       | Nome            | da         | Modalità |
| -------- | --------------- | ---------- | -------- |
| A        | Fabiano         | Villa Nova |          |
| A        | Marco Schneuwly | Young Boys |          |

| Cessioni | Cessioni            | Cessioni | Cessioni |
| R.       | Nome                | a        | Modalità |
| -------- | ------------------- | -------- | -------- |
| A        | Darío Lezcano       | Lucerna  |          |
| C        | Sekou Junior Sanogo | Losanna  |          |

## Risultati

### Super League

#### Prima fase, girone di andata
| Arbitro: | Jaccottet |

|            |           |                             |
| Routis 30’ | Marcatori | 2’ Schneuwly 9’ Lustrinelli |

| Arbitro: | Kever |

|                                |           |  |
| Andrist 43’, 50’ Schneuwly 58’ | Marcatori |  |

| Lucerna 31 luglio 2011, ore 16:00 CEST 3ª giornata | Lucerna     | 0 – 0 referto | Thun | swissporarena (17 000 spett.)\| Arbitro: \| Wermelinger \| |
| Arbitro:                                           | Wermelinger |               |      |                                                            |

| Thun 7 agosto 2011, ore 16:00 CEST 4ª giornata | Thun       | 0 – 0 referto | Neuchâtel Xamax | Arena Thun (5 963 spett.)\| Arbitro: \| Laperrière \| |
| Arbitro:                                       | Laperrière |               |                 |                                                       |

| Arbitro: | Amhof |

|                                                           |           |                        |
| Lustrinelli 6’, 63’ Schneuwly 14’ Andrist 46’ Wittwer 87’ | Marcatori | 25’ Lang 48’ Moussilou |

| Arbitro: | Carrell |

|  |           |                                |
|  | Marcatori | 29’ (rig.) Lezcano 86’ Andrist |

| Arbitro: | Studer |

|                   |           |                 |
| Frei 13’ Frei 50’ | Marcatori | 69’ Lustrinelli |

| Arbitro: | Gremaud |

|  |           |                         |
|  | Marcatori | 13’, 45’ Sio 90’ Mutsch |

| Zurigo 21 settembre 2011, ore 19:45 CEST 9ª giornata | Zurigo     | 0 – 0 referto | Thun | Stadio Letzigrund (7 400 spett.)\| Arbitro: \| Laperrière \| |
| Arbitro:                                             | Laperrière |               |      |                                                              |

#### Prima fase, girone di ritorno
| Arbitro: | Carrell |

|          |           |              |
| Rama 81’ | Marcatori | 73’ Streller |

| Arbitro: | Amhof |

|                                                 |           |  |
| Arizmendi 27’ Tréand 34’ Wüthrich 64’ Paíto 82’ | Marcatori |  |

| Arbitro: | Gremaud |

|                      |           |  |
| Schirinzi 20’ (aut.) | Marcatori |  |

| Arbitro: | Wermelinger |

|  |           |                                   |
|  | Marcatori | 17’ Alphonse 90’ (rig.) Rodríguez |

| Arbitro: | Studer |

|                      |           |  |
| Vanczák 55’ Mrđa 74’ | Marcatori |  |

| Arbitro: | Bieri |

|                             |           |                  |
| Schirinzi 48’, 90’ Rama 87’ | Marcatori | 56’ (rig.) Yakın |

| Arbitro: | Amhof |

|                                        |           |  |
| Diallo 34’ (aut.) Hediger 52’ Rama 69’ | Marcatori |  |

| Arbitro: | San |

|           |           |  |
| Zuber 89’ | Marcatori |  |

| Arbitro: | Graf |

|              |           |             |
| Schneuwly 9’ | Marcatori | 27’ Khalifa |

#### Seconda fase, girone di andata
| Arbitro: | Studer |

|  |           |               |
|  | Marcatori | 45’ Schneuwly |

| Arbitro: | Jaccottet |

|               |           |              |
| Schneuwly 72’ | Marcatori | 76’ Siegrist |

| Arbitro: | Gremaud |

|              |           |               |
| Henrique 39’ | Marcatori | 67’ Schneuwly |

| 25 febbraio 2012, ore CET 22ª giornata | Thun | 0 – 0 referto | Neuchâtel Xamax |  |

| Arbitro: | Kever |

|               |           |  |
| Schneuwly 61’ | Marcatori |  |

| Arbitro: | Wermelinger |

|            |           |  |
| Danilo 29’ | Marcatori |  |

| Arbitro: | Klossner |

|                    |           |  |
| Schneuwly 14’, 56’ | Marcatori |  |

| Arbitro: | Studer |

|                                                       |           |  |
| Spycher 31’ (rig.) Bobadilla 43’ Degen 82’ Mayuka 90’ | Marcatori |  |

| Arbitro: | Amhof |

|                                   |           |                                  |
| Matić 9’ (rig.) Sommer 79’ (aut.) | Marcatori | 6’ Streller 41’ Stocker 59’ Frei |

#### Seconda fase, girone di ritorno
| Arbitro: | Graf |

|  |           |                            |
|  | Marcatori | 3’ Schneuwly 77’ Schneuwly |

| Arbitro: | Studer |

|          |           |  |
| Lang 45’ | Marcatori |  |

| Thun 21 aprile 2012, ore 17:45 CEST 30ª giornata | Thun    | 0 – 0 referto | Grasshoppers | Arena Thun (5 122 spett.)\| Arbitro: \| Gremaud \| |
| Arbitro:                                         | Gremaud |               |              |                                                    |

| Arbitro: | Kever |

|                   |           |          |
| Aislan 69’ (aut.) | Marcatori | 30’ Ianu |

| Arbitro: | Graf |

|                             |           |                 |
| Andrist 15’ Frei 70’ (rig.) | Marcatori | 45’ (aut.) Park |

| 5 maggio 2012, ore CEST 33ª giornata | Neuchâtel Xamax | 0 – 0 referto | Thun |  |

| Arbitro: | Hänni |

|                           |           |                               |
| Schneuwly 10’ Wittwer 37’ | Marcatori | 31’ Mayuka 77’ (rig.) Spycher |

| Arbitro: | Gremaud |

|  |           |               |
|  | Marcatori | 73’ Schirinzi |

| Arbitro: | Amhof |

|                          |           |                                     |
| Schneuwly 59’ Zenuni 79’ | Marcatori | 50’ Kukuruzović 67’, 81’, 90’ Drmić |

### Coppa Svizzera
| 17 settembre 2011, ore 16:00 CEST Primo turno | Stade Lausanne-Ouchy | 0 – 5 | Thun |  |

| 16 ottobre 2011, ore 15:30 CEST Secondo turno | San Gallo | 2 – 0 | Thun |  |

### Europa League

#### Fase di qualificazione
| Shkoder 14 luglio 2011, ore 20:30 CEST Secondo turno - andata | Vllaznia   | 0 – 0 referto | Thun | Loro Boriçi (6 300 spett.)\| Arbitro: \| Pristovnik \| |
| Arbitro:                                                      | Pristovnik |               |      |                                                        |

| Arbitro: | Ferreira |

|                    |           |           |
| Rama 89’ Lüthi 90’ | Marcatori | 14’ Sukaj |

| Arbitro: | Mažić |

|                        |           |                        |
| Iličić 12’ Miccoli 90’ | Marcatori | 6’ Lüthi 56’ Schneider |

| Arbitro: | Liany |

|             |           |              |
| Lezcano 65’ | Marcatori | 49’ González |

| Arbitro: | Stålhammar |

|  |           |          |
|  | Marcatori | 18’ Pugh |

| Arbitro: | Borski |

|                                     |           |             |
| Upson 25’ Jones 31’, 72’ Whelan 38’ | Marcatori | 77’ Wittwer |

## Statistiche

### Statistiche di squadra
| Competizione   | Punti | In casa | In casa | In casa | In casa | In casa | In casa | In trasferta | In trasferta | In trasferta | In trasferta | In trasferta | In trasferta | Totale | Totale | Totale | Totale | Totale | Totale | DR |
| Competizione   | Punti | G       | V       | N       | P       | Gf      | Gs      | G            | V            | N            | P            | Gf           | Gs           | G      | V      | N      | P      | Gf     | Gs     | DR |
| -------------- | ----- | ------- | ------- | ------- | ------- | ------- | ------- | ------------ | ------------ | ------------ | ------------ | ------------ | ------------ | ------ | ------ | ------ | ------ | ------ | ------ | -- |
| Super League   | 45    | 18      | 6       | 8       | 4       | 27      | 21      | 18           | 5            | 4            | 9            | 11           | 20           | 36     | 11     | 12     | 13     | 38     | 41     | -3 |
| Coppa Svizzera | -     | 0       | 0       | 0       | 0       | 0       | 0       | 2            | 1            | 0            | 1            | 5            | 2            | 2      | 1      | 0      | 1      | 5      | 2      | +3 |
| Europa League  | -     | 3       | 1       | 1       | 1       | 3       | 3       | 3            | 0            | 2            | 1            | 3            | 6            | 6      | 1      | 3      | 2      | 6      | 9      | -3 |
| Totale         | 45    | 21      | 7       | 9       | 5       | 30      | 24      | 23           | 6            | 6            | 11           | 19           | 28           | 44     | 13     | 15     | 16     | 49     | 52     | -3 |

### Andamento in campionato
| Giornata  | 1 | 2 | 3 | 4 | 5 | 6 | 7 | 8 | 9 | 10 | 11 | 12 | 13 | 14 | 15 | 16 | 17 | 18 | 19 | 20 | 21 | 22 | 23 | 24 | 25 | 26 | 27 | 28 | 29 | 30 | 31 | 32 | 33 | 34 | 35 | 36 |
| --------- | - | - | - | - | - | - | - | - | - | -- | -- | -- | -- | -- | -- | -- | -- | -- | -- | -- | -- | -- | -- | -- | -- | -- | -- | -- | -- | -- | -- | -- | -- | -- | -- | -- |
| Luogo     | T | C | T | C | C | T | T | C | T | C  | T  | T  | C  | T  | C  | C  | T  | C  | T  | C  | T  | C  | C  | T  | C  | T  | C  | T  | T  | C  | C  | T  | T  | C  | T  | C  |
| Risultato | V | V | N | N | V | V | P | P | N | N  | P  | P  | P  | P  | V  | V  | P  | N  | V  | N  | N  | N  | V  | P  | V  | P  | P  | V  | P  | N  | N  | P  | N  | N  | V  | P  |
| Posizione | 3 | 1 | 1 | 1 | 1 | 1 | 2 | 2 | 4 | 4  | 4  | 5  | 5  | 6  | 6  | 4  | 5  | 6  | 4  | 4  | 4  | 5  | 4  | 5  | 4  | 4  | 4  | 4  | 4  | 4  | 4  | 5  | 5  | 5  | 5  | 5  |

Legenda:

Luogo: C = Casa; T = Trasferta. Risultato: V = Vittoria; N = Pareggio; P = Sconfitta.

### Statistiche dei giocatori
| Giocatore       | Super League | Super League | Super League | Super League | Europa League Qual. | Europa League Qual. | Europa League Qual. | Europa League Qual. | Totale   | Totale | Totale      | Totale     |
| Giocatore       | Presenze     | Reti         | Ammonizioni  | Espulsioni   | Presenze            | Reti                | Ammonizioni         | Espulsioni          | Presenze | Reti   | Ammonizioni | Espulsioni |
| --------------- | ------------ | ------------ | ------------ | ------------ | ------------------- | ------------------- | ------------------- | ------------------- | -------- | ------ | ----------- | ---------- |
| S. Andrist      | 7            | 4            | 2            | 0            | 6                   | 0                   | 1                   | 0                   | 13       | 4      | 3           | 0          |
| M. Bajraktaraj  | 0            | 0            | 0            | 0            | 0                   | 0                   | 0                   | 0                   | 0        | 0      | 0           | 0          |
| K. Bigler       | 21           | 0            | 1            | 0            | 0                   | 0                   | 0                   | 0                   | 21       | 0      | 1           | 0          |
| R. Bättig       | 27           | 0            | 7            | 0            | 6                   | 0                   | 1                   | 0                   | 33       | 0      | 8           | 0          |
| D. Costa        | 33           | 0            | 3            | 0            | 5                   | 0                   | 0                   | 1                   | 38       | 0      | 3           | 1          |
| M. Demiri       | 32           | 0            | 3            | 0            | 6                   | 0                   | 0                   | 0                   | 38       | 0      | 3           | 0          |
| F. Fabiano      | 5            | 0            | 1            | 0            | 0                   | 0                   | 0                   | 0                   | 5        | 0      | 1           | 0          |
| D. Frey         | 0            | 0            | 0            | 0            | 0                   | 0                   | 0                   | 0                   | 0        | 0      | 0           | 0          |
| E. Gashi        | 0            | 0            | 0            | 0            | 0                   | 0                   | 0                   | 0                   | 0        | 0      | 0           | 0          |
| S. Ghezal       | 21           | 0            | 4            | 0            | 1                   | 0                   | 0                   | 0                   | 22       | 0      | 4           | 0          |
| D. Hediger      | 30           | 1            | 5            | 0            | 3                   | 0                   | 0                   | 0                   | 33       | 1      | 5           | 0          |
| D. Lezcano      | 17           | 1            | 5            | 0            | 6                   | 1                   | 0                   | 0                   | 23       | 2      | 5           | 0          |
| M. Lustrinelli  | 18           | 4            | 2            | 0            | 4                   | 0                   | 2                   | 0                   | 22       | 4      | 4           | 0          |
| B. Lüthi        | 10           | 0            | 3            | 0            | 6                   | 2                   | 1                   | 0                   | 16       | 2      | 4           | 0          |
| J. Manière      | 8            | 0            | 1            | 0            | 0                   | 0                   | 0                   | 0                   | 8        | 0      | 1           | 0          |
| S. Matić        | 25           | 1            | 5            | 1            | 5                   | 0                   | 0                   | 0                   | 30       | 1      | 5           | 1          |
| D. Moser        | 0            | 0            | 0            | 0            | 0                   | 0                   | 0                   | 0                   | 0        | 0      | 0           | 0          |
| M. Rama         | 22           | 3            | 0            | 0            | 4                   | 1                   | 0                   | 0                   | 26       | 4      | 0           | 0          |
| T. Reinmann     | 15           | 0            | 1            | 0            | 5                   | 0                   | 0                   | 0                   | 20       | 0      | 1           | 0          |
| S. Rüegg        | 0            | 0            | 0            | 0            | 0                   | 0                   | 0                   | 0                   | 0        | 0      | 0           | 0          |
| M. Salamand     | 10           | 0            | 0            | 0            | 0                   | 0                   | 0                   | 0                   | 10       | 0      | 0           | 0          |
| S. Sanogo       | 9            | 0            | 3            | 0            | 5                   | 0                   | 0                   | 0                   | 14       | 0      | 3           | 0          |
| N. Schindelholz | 17           | 0            | 5            | 0            | 6                   | 0                   | 1                   | 0                   | 23       | 0      | 6           | 0          |
| E. Schirinzi    | 24           | 3            | 4            | 0            | 0                   | 0                   | 0                   | 0                   | 24       | 3      | 4           | 0          |
| M. Schneider    | 15           | 0            | 3            | 0            | 4                   | 1                   | 0                   | 0                   | 19       | 1      | 3           | 0          |
| C. Schneuwly    | 30           | 8            | 2            | 0            | 5                   | 0                   | 0                   | 0                   | 35       | 8      | 2           | 0          |
| M. Schneuwly    | 14           | 6            | 2            | 1            | 0                   | 0                   | 0                   | 0                   | 14       | 6      | 2           | 1          |
| M. Siegfried    | 2            | 0            | 0            | 0            | 0                   | 0                   | 0                   | 0                   | 2        | 0      | 0           | 0          |
| I. Taljević     | 5            | 0            | 2            | 0            | 0                   | 0                   | 0                   | 0                   | 5        | 0      | 2           | 0          |
| M. Volina       | 22           | 0            | 1            | 0            | 0                   | 0                   | 0                   | 0                   | 22       | 0      | 1           | 0          |
| A. Wittwer      | 28           | 2            | 3            | 0            | 6                   | 1                   | 1                   | 0                   | 34       | 3      | 4           | 0          |
| A. Zenuni       | 1            | 1            | 0            | 0            | 0                   | 0                   | 0                   | 0                   | 1        | 1      | 0           | 0          |
| G. Zuta         | 0            | 0            | 0            | 0            | 0                   | 0                   | 0                   | 0                   | 0        | 0      | 0           | 0          |
| D. Đukic        | 1            | 0            | 0            | 0            | 1                   | 0                   | 1                   | 0                   | 2        | 0      | 1           | 0          |